# Heinrich Saro
Johann Heinrich Saro (Jessen, 4 januari 1827 – Berlijn, 11 november 1891) was een Duits componist, militaire kapelmeester, muziekpedagoog en trombonist.

## Levensloop
Saro kreeg zijn eerste muzieklessen bij een musicus Seidel. Hij studeerde aan de Hochschule für Musik te Berlijn onder andere bij Bohner en Marx. Hij verzamelde orkest ervaring in verschillende orkesten als trombonist. In 1847 werd hij lid bij de Muziekkapel van het 11e Grenadier-Regiment te Breslau, nu: Wrocław. In 1856 werd hij kapelmeester van dit orkest. 
Drie jaar later werd hij verzet naar de Muziekkapel van het Keizer Frans Garde-Grenadier-Regiment Nr. 2 te Berlijn. Met dit orkest ging hij in 1867 naar de internationale wedstrijd voor militaire muziekkapellen tijdens de Wereldtentoonstelling te Parijs en veroverde een 1e prijs. In 1872 was hij met zijn orkest in de Verenigde Staten en werd onderscheiden met een gouden medaille tijdens het Boston jubilee. In 1887 ging hij met pensioen. 
Hij bewerkte een groot aantal klassieke werken voor harmonieorkest en componeerde werken voor verschillende genres. Voor de van hem gecomponeerde Symfonie voor militair muziekkorps werd hij tot Koninklijk muziekdirecteur benoemd. 
Saro was de initiatiefnemer voor de installering van een faculteit voor het studie tot Musikmeister aan de Hochschule für Musik te Berlijn.

## Composities

### Werken voor harmonieorkest
- 1856 Prinz Friedrich Wilhelm-Mars, AM II, 172  (won de 3e prijs bij het Mars-compositie-wedstrijd van de muziekuitgave Bote & Bock Berlijn in 1856)
- 1859 Defiliermarsch AM II, 129 (won de 1e prijs bij het Mars-compositie-wedstrijd van de muziekuitgave Bote & Bock Berlijn in 1859)
- 1876 Bombardonmarsch - naar motieven van Ignace Brülls opera "Das goldene Kreuz", AM III, 66, opus 107
- Campanella Polka
- Jubelfest Marsch, Ihren K. K. Hoheiten dem Kronprinzen und der Frau Kronprinzessin ... zur ... silbernen Hochzeitsfeier ... gewidmet, op. 109
- Kaiser Franz-Joseph Marsch
- Kriegserrinerung 1870/1871, militaire toonschilderij
- Marsch des Hannoverschen-Füsilier-Regiments Nr.73 – Hannover
- Schlachtenpotpourri
- Sturm-Marsch
- Symfonie, voor militair muziekkorps
- Wintermärchen

### Toneelwerken

#### Opera's
- Die beiden Bergknappen

### Kamermuziek
- Abendlied, voor dwarsfluit, piano, viool en cello
- Wintermärchen, voor strijkkwartet

## Publicaties
- Instrumentations-Lehre für Militär-Musik